# Petrus Caroli
Petrus Caroli Gothus Skeningensis, född 1510 i Skänninge församling, Östergötland, död 26 oktober 1587 i Linköping, var en svensk biskop och hovpredikant, samt Erik XIV:s gunstling.

## Biografi
Petrus Caroli föddes 1510 i Skänninge församling. Han studerade en tid utrikes, bland annat under Martin Luther och Philipp Melanchthon, och fick magistergraden vid ett utländskt universitet. Efter hemkomsten blev han prästvigd och utnämndes 1540 till hovpredikant samt 1541 till kyrkoherde i sin födelsestad Skänninge. Hans smidighet och omfattande bildning gjorde honom omtyckt vid hovet, i synnerhet hos prins Erik, på vars rekommendation han 1555 blev kyrkoherde i Ljungby församling och ordinarius i Kalmar stift. 
Sedan Erik 1558 flyttat sitt hov till Kalmar blev Caroli hans dagliga sällskap. Strax efter Eriks tronbestigning insattes Caroli till ledamot av "Konungens högsta nämnd" och underhöll från Kalmar framgent en livlig brevväxling med kungen, till vilken han rapporterade om vad som tilldrog sig i hans trakt. Hans nit blev ej obelönat: det ena pastoratet efter det andra överlämnades till honom - slutligen uppbar han inkomsterna av fem sådana – och i maj 1567 förordnades han till "prokurator" i Småland, en förtroendesyssla närmast jämförlig med ett ståthållareskap. 
Några veckor efter denna utnämning inträffade Sturemorden. Caroli vistades vid den tiden i Uppsala, under flitigt umgänge med Erik. Det var omedelbart efter ett längre samtal med Caroli, i närheten av slottet, som Erik rusade in i Nils Svantesson Stures fängelse och började förrätta sina blodsdåd. Huruvida Caroli genom sina råd och skrämmande anspelningar sporrade honom därtill är ännu outrett. Själv sade han sig ha haft ett kristligt samtal med kungen. Erik gav honom den ena dagen skulden till gärningen, och den andra fritog han honom från all orsak dertill. Johan och samtiden dömde honom skyldig. 
För detta - verkliga eller förmenta - brott och för svåra beskyllningar mot Johan blev Caroli strax efter Eriks avsättning dömd till döden, men fick nåd och förvisades till Finland. 1570 återfick han inte bara friheten, utan även sitt superintendentsämbete och hamnade i kungens ynnest, i synnerhet genom sin ifrån för antagandet av 1577 års halvt katolska liturgi – förut hade han inför Erik beskärmat sig över Vadstena-nunnornas "envisa papisteri" – och fick 1582 fullmakt på biskopsstolen i Linköping, där han dog 1587.

### Familj
Petrus Caroli var gift med Margareta Olofsdotter (eller Göransdotter). De fick tillsammans barnen kyrkoherden Carolus Petri Grubb i Norra Möckleby församling, domprosten Nicolaus Petri (Grubb) (1554–1594) i Linköpings församling och en dotter som var gift med handlanden Vilhelm Böddiker i Linköping. Sönerna tog efternamnet Grubb.